# Haakarmbak

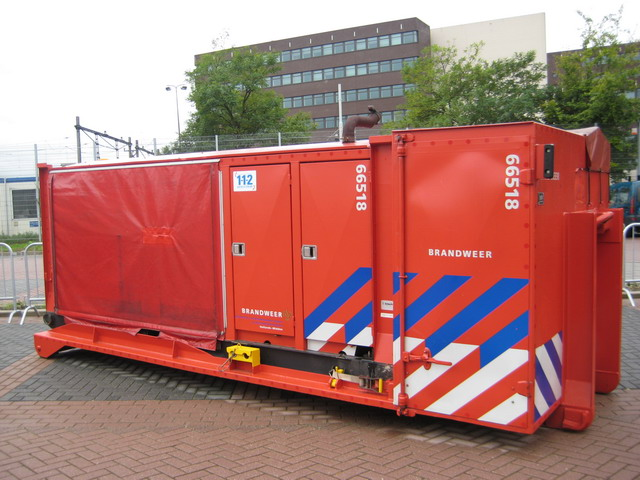
Een haakarmbak met een dompelpomp en 1000 meter slang voor het watertransportsysteem.

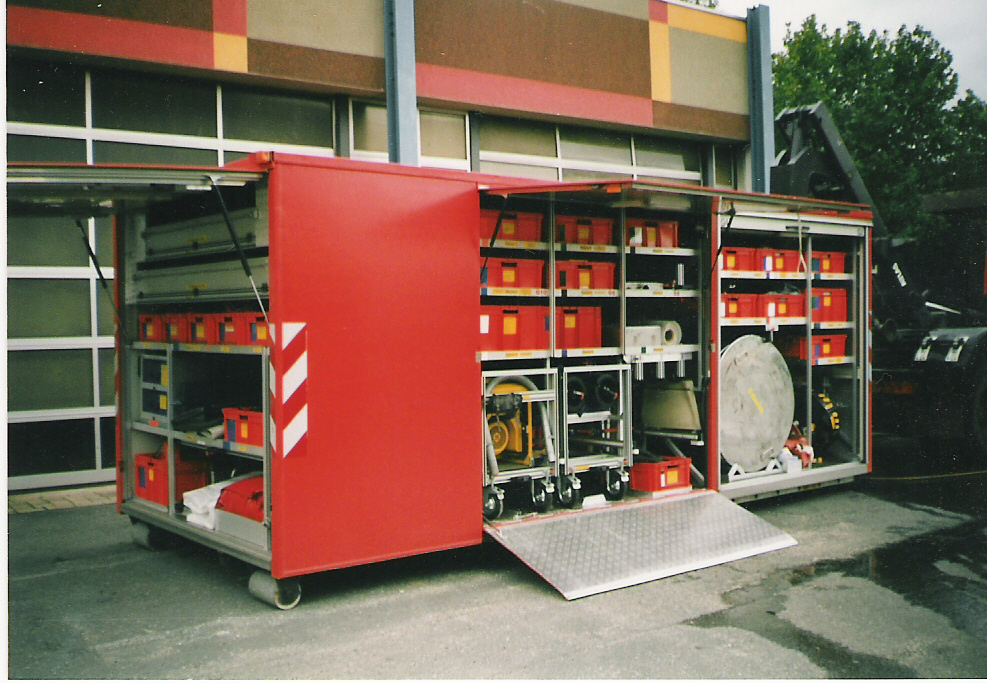
Gevaarlijke stoffen haakarmbak in Duitsland

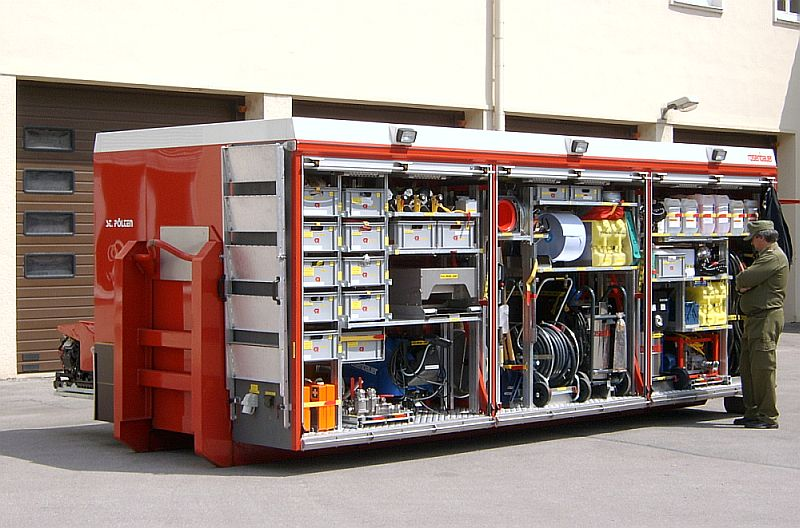
Ontsmettingshaakarmbak in Duitsland

Een haakarmbak is een container die voor verschillend gebruik ingericht kan worden, dat wil zeggen de basis blijft hetzelfde, maar de spullen die erin vervoerd worden zijn bijvoorbeeld voor brandbestrijding, ontsmetting en een plaats om te vergaderen, kortom een multifunctionle container. Deze containers worden met een haakarmvoertuig naar de gewenste plaats vervoerd.

## Brandweer
Omdat de taken van de brandweer zeer uiteenlopend zijn is het onpraktisch om alle benodigde zaken op vrachtwagens te plaatsen. Daarom hanteren diverse landen in Europa systemen met haakarmvoertuigen en containers. Het haakarmvoertuig is in staat om de gestandaardiseerde containers via de haakarm op het voertuig te trekken en op de plaats van bestemming neer te zetten. 
Aanduidingen van het Nederlandse haakarmbak-systeem:
- ABH Adembeschermingshaakarmbak, een container met ademluchttoestellen en het gereedschap om deze te kunnen onderhouden en de ademluchtcilinders te vullen;
- BBH Bijzondere blusmiddelen haakarmbak;
- BMH Bijzonder Materieel Haakarmbak, met uitsplitsing, zoals BMH-LI voor Bijzonder Materieel Haakarmbak - Lichtinstallatie;
- BOE Basis Ontsmettingseenheid
- COH, CPH of VCH Commandohaakarmbak, een container waarin de leidinggevenden op de plaats van een incident kunnen vergaderen. Voorzien van communicatiemiddelen, informatiemateriaal (boeken e.d.) en whiteboards aan de wanden om op te schrijven en kaarten op te hangen;
- DPH Dompelpomphaakarmbak, voorzien van een of meerdere dompelpompen en een hoeveelheid 150mm-slangen;
- GMH Gereedschap/materieel-haakarmbak;
- GSH  Gevaarlijke stoffen haakarmbak, een container met een opblaasbare tent en verschillende hulpmiddelen om personeel in te kunnen zetten met gaspakken bij een ongeval met gevaarlijke stoffen. Onderscheid wordt gemaakt in de GSH-CO (voor chemische ongevallen), GSH-VO (voor vloeistofongevallen) en GSH-OT (de ontsmettingstent). Deze worden ook aangeduid met COH, VOH of OTH;
- HVH Hulpverleningshaakarmbak, een grote verscheidenheid aan gereedschap voor technische hulpverlening, bestaat in twee uitvoeringen: de HVH-Basis (basisuitrusting) en HVH-Spec (specialistische uitrusting). In 2009 heeft het ministerie van Binnenlandse Zaken en Koninkrijksrelaties de hulpverleningshaakarmbakken ingenomen en opnieuw ingedeeld. Dit resulteerde erin dat er drie nieuwe soorten hulpverleningshaakarmbakken zijn gekomen: de HVH-I (Instorting), HVH-R (Redding) en HVH-L (Lichtvoorziening).
- HSE Open haakarmbak voorzien van mobiele toiletten. Onder meer in gebruik in de regio Amsterdam-Amstelland. Wordt ingezet tijdens langdurige hulpverlening.
- HZZ Zandzakken haakarmbak, een container met daarin gevulde zandzakken om in te zetten tijdens overstromingen enzovoorts.
- OTH Ontsmettingshaakarmbak, een container met een grote opblaasbare tent om slachtoffers en hulpverleners bij ongevallen met gevaarlijke stoffen te ontsmetten. Ook wel decontaminatie-unit genoemd (deco);
- KAH Kantinehaakarmbak, een mobiele kantine zodat brandweerpersoneel kan uitrusten en eten/drinken tijdens zware en/of langdurige inzetten. Ook wel VZH genoemd: verzorgingshaakarmbak. Bij de Amsterdamse brandweer wordt dit type gebruikt door de Vrijwillige Regionale Hulpverlening, een vrijwilligersorganisatie die de verzorging van het brandweerpersoneel tijdens grote inzetten voor haar rekening neemt;
- PBH Poederblushaakarmbak;
- SAH Salvagehaakarmbak, met middelen om verdere schade aan een pand of bezittingen te voorkomen, tevens opslagruimte;
- SBH Schuimblushaakarmbak, bevat een hoeveelheid schuimvormend middel en hulpmiddelen om schuim te maken;
- SLH Slangenhaakarmbak, doorgaans zo'n 3 km slang in een container;
- VOH Vloeistofongevallenhaakarmbak;
- VWH Vrachthaakarmbak;
- WOH of BOH Waterongevallenhaakarmbak of boothaakarmbak (met een lichte boot erop)
- WTH of WAH of Watertransporthaakarmbak;

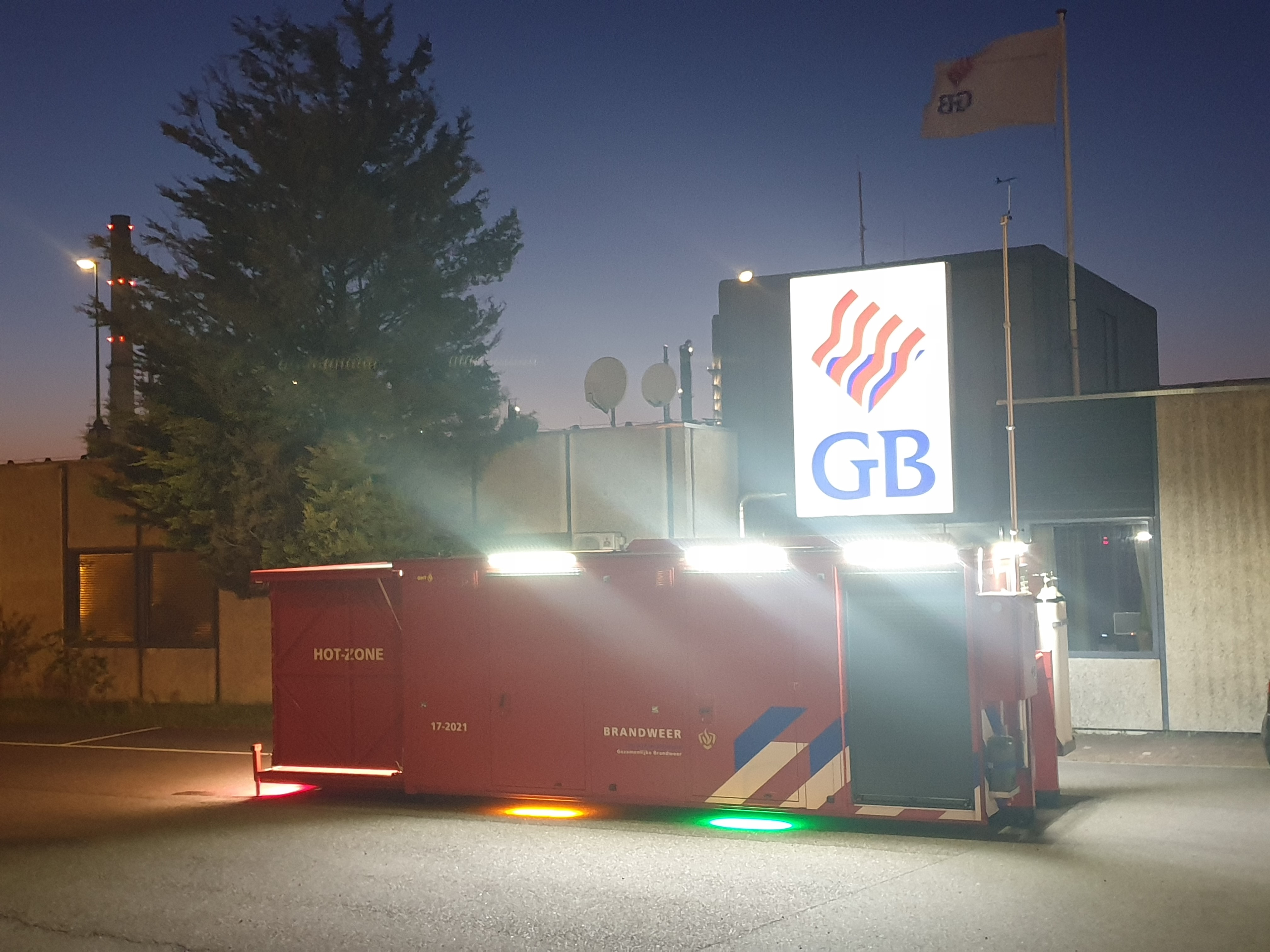
Basis Ontsmettingseenheid Haakarmbak Gezamenlijke Brandweer Rotterdam

## Geneeskundige Combinatie
Als onderdeel van de Geneeskundige Hulpverlening bij Ongevallen en Rampen beschikt iedere Geneeskundige Combinatie over een haakarmbak met een voorraad medische hulpmiddelen als flessen met zuurstof, brancards, medicatie en koffers met verbandmiddelen. Wanneer bij een ramp of groot ongeval een Geneeskundige Combinatie wordt ingezet zorgt de brandweer voor het transport van deze haakarmbak naar de betreffende locatie.